# La danzatrice Barberina
La danzatrice Barberina (Die Tänzerin Barberina) è un film muto del 1920 diretto da Carl Boese.
La danzatrice Barberina del titolo si richiama alla figura storica della ballerina Barbara Campanini, chiamata anche La Barberina, protagonista di un'intricata vicenda che vide coinvolto Federico il Grande e le diplomazie europee.
È il primo dei dodici film che Otto Gebühr avrebbe interpretato negli anni a venire indossando i panni di Federico II di Prussia. Nel ventennio che va dalla fine della prima guerra mondiale allo scoppio della seconda, in Germania venne prodotta una serie di film dedicati alla figura del sovrano prussiano che prese il nome convenzionale di Fridericus-Rex-Filme. Data la sua grande somiglianza con Federico, la parte del re venne affidata quasi sempre a Gebühr.

## Produzione
Il film fu prodotto dalla Primus Film.

## Distribuzione
Uscì nelle sale cinematografiche tedesche presentato in prima al Tauentzienpalast di Berlino il 2 aprile 1920. In Italia, distribuito dalla Scalzaferri, ottenne il visto di censura 15635 nel dicembre 1920.